# MC Pedrinho
Pedro Maia Tempester, mais conhecido como MC Pedrinho (Cabreúva, 3 de maio de 2002), é um cantor brasileiro de funk ousadia, conhecido nacionalmente pelo hit "Dom Dom Dom", o qual acumula mais de vinte milhões de visualizações em seu clipe oficial. Pedrinho é conhecido nacionalmente por cantar músicas com líricos sexuais, considerados inadequados para a sua idade. Suas músicas sofreram uma tentativa de proibição pelo Ministério Público dentro do território nacional.

## Carreira
Pedro iniciou sua carreira no funk aos doze anos, em 2014, porém já cantava em uma quermesse na Vila Maria, bairro da Zona Norte de São Paulo, aos oito anos, influenciado pela popularização do gênero musical no ambiente. A primeira música de Pedrinho que se tem conhecimento foi justamente a sua de maior sucesso, intitulada "Dom Dom Dom", com a participação de MC Livinho, a qual faz relação clara ao sexo oral no verso "Se ajoelha, se prepara e faz um boquete bom". Esta música foi lançada quando o MC possuía a idade de apenas onze anos, fato que não foi bem recebido pela mídia. Poucos meses depois, Pedrinho lançou uma versão light da canção em um videoclipe produzido pelo carioca Tom Produções, sem referências sexuais. Após isto, o mesmo disse em entrevista que iria cantar músicas do gênero pop, semelhante ao que faz MC Gui, porém não seguiu neste caminho por muito tempo e continuou com o chamado "funk ousadia".
Uma de suas músicas que também fez sucesso e acabou sendo direcionada mais para o lado do funk ostentação foi a canção "Vida Diferenciada", com a participação de MC Léo da Baixada. Segundo entrevista ao portal g1, Pedrinho afirma que o funk lhe possibilitou uma enorme melhora na condição de vida, sendo que na sua infância passava fome. Entre suas outras canções de sucesso na linha do funk proibidão, estão "Hit do Verão", "Matemática" e "Geometria da Putaria", que colocou-o como uma das principais revelações da cena do funk no ano de 2015. Sua página no Facebook acumula cerca de um milhão de fãs.
Pedrinho acabou ganhando destaque na mídia após a Vara da Infância e da Juventude, a pedido do Ministério Público, cancelar um show que seria realizado na cidade de Fortaleza, Ceará, por considerar as músicas inadequadas para a sua idade. A alegação do promotor Luciano Tonet seria que Pedrinho teria um "repertório musical dotado de nítida conotação sexual, alto teor de erotismo, pornografia, baixo calão e todo tipo de vulgaridade, incompatíveis com a condição peculiar de pessoa em desenvolvimento". No dia seguinte, o Ministério Público manifestou o desejo de proibir as músicas do cantor em todo o território nacional com a justificativa de "servir de modelo para os demais". No entanto, o cantor não se influenciou pela tentativa de proibição e apenas três dias após lançou mais uma música com teor sexual, chamada "Faz a Posição". Apesar das críticas às letras de Pedrinho, sua mãe, Analee Maia, afirma que o apoia em todos os sentidos, mas que prefere as músicas sem palavrões.

## Vida pessoal
Teve sua primeira namorada em 2018, a atriz Tiffany Alvarez. O relacionamento deles durou cerca de 3 meses. Nesse mesmo ano, com apenas 16 anos, Pedrinho começou a fazer diversas tatuagens, principalmente nos braços e no peito. Em entrevistas, o MC já assumiu que nunca ficou com alguém.

## Discografia

### Álbuns de estúdio
| Título           | Detalhes |  |
| ---------------- | --- |  |
| Título           | Detalhes |  |
| Cédulas e Sonhos | - Artista: Caio Passos e MC Pedrinho - Lançamento: 25 de outubro de 2019 - Formatos: Download digital, streaming                                               |  |
| El Pedrito       | - Artista: MC Pedrinho - Lançamento: 26 de junho de 2020 - Gravadora: GR6 - Formatos: Download digital, streaming                                              |  |
| PXP              | - Artista: MC Pedrinho - Lançamento: 30 de novembro de 2023 (padrão) / 4 de dezembro de 2023 (deluxe) - Gravadora: GR6 - Formatos: Download digital, streaming |  |

### Extended plays(EPs)
| Título           | Detalhes |  |
| ---------------- | --- |  |
| Título           | Detalhes |  |
| MC Pedrinho      | - Artista: MC Pedrinho - Lançamento: 29 de janeiro de 2016 - Gravadora: Independente / ONErpm - Formatos: Download digital, streaming           |  |
| No Trap          | - Artista: MC Pedrinho e IU - Lançamento: 19 de fevereiro de 2019 - Gravadora: Independente - Formatos: Download digital, streaming             |  |
| Trilogia         | - Artista: Mandela, MC Pedrinho e Caio Passos - Lançamento: 4 de setembro de 2020 - Gravadora: GMusic - Formatos: Download digital, streaming   |  |
| As Melhores      | - Artista: MZ Zoio de Gato e MC Pedrinho - Lançamento: 30 de setembro de 2020 - Gravadora: Independente - Formatos: Download digital, streaming |  |
| Trap Raro        | - Artista: JD On The Track e MC Pedrinho - Lançamento: 18 de dezembro de 2020 - Gravadora: Independente - Formatos: Download digital, streaming |  |
| Valiosos         | - Artista: Caio Passos e MC Pedrinho - Lançamento: 12 de fevereiro de 2021 - Gravadora: GMusic - Formatos: Download digital, streaming          |  |
| Fenômeno Natural | - Artista: MC Pedrinho - Lançamento: 10 de setembro de 2021 - Gravadora: GR6 - Formatos: Download digital, streaming                            |  |

### Singles

#### Como artista principal
| Ano  | Canção                                                       | Álbum                         |  |
| ---- | ------------------------------------------------------------ | ----------------------------- |  |
| Ano  | Canção                                                       | Álbum                         |  |
| 2014 | "Prepara Novinha" (com MC Kevin)                             | Não adicionado à nenhum álbum |  |
| 2015 | "Vem Oh"                                                     | MC Pedrinho                   |  |
| 2015 | "Menino Sonhador"                                            | MC Pedrinho                   |  |
| 2015 | "Vida Diferenciada 2" (com MC Léo da Baixada)                | MC Pedrinho                   |  |
| 2016 | "Geral Embrazando"                                           | Não adicionado à nenhum álbum |  |
| 2016 | "Vida Diferenciada" (com MC Léo da Baixada)                  | Não adicionado à nenhum álbum |  |
| 2016 | "Nosso Amor"                                                 | Não adicionado à nenhum álbum |  |
| 2016 | "Linda Morena"                                               | Não adicionado à nenhum álbum |  |
| 2016 | "Sensação"                                                   | Não adicionado à nenhum álbum |  |
| 2017 | "Bumbum Bate"                                                | Não adicionado à nenhum álbum |  |
| 2017 | "Esse Meu Jeito de Vilão" (com MC Menor da Chapa)            | Não adicionado à nenhum álbum |  |
| 2017 | "Evoque Azul" (part. MC Davi)                                | Não adicionado à nenhum álbum |  |
| 2017 | "Bumbum Tremendo" (com MC João)                              | Não adicionado à nenhum álbum |  |
| 2017 | "Hoje Eu Vou Ficar Louco" (com Pollo)                        | Não adicionado à nenhum álbum |  |
| 2017 | "Gol Bolinha, Gol Quadrado"                                  | Não adicionado à nenhum álbum |  |
| 2017 | "Vou de BMW" (com MC Mãozinha)                               | Não adicionado à nenhum álbum |  |
| 2017 | "Bailarina"                                                  | Não adicionado à nenhum álbum |  |
| 2017 | "Dig Dig Dom"                                                | Não adicionado à nenhum álbum |  |
| 2018 | "Eu Vou Te Pegar"                                            | Não adicionado à nenhum álbum |  |
| 2018 | "Amores Brilhantes"                                          | Não adicionado à nenhum álbum |  |
| 2018 | "Comigo Até o Fim" (com Pollo)                               | Não adicionado à nenhum álbum |  |
| 2018 | "Paparam" (com MC Nando e MC Luazinho)                       | Não adicionado à nenhum álbum |  |
| 2018 | "Assim Tu Mata Papai" (com MC Lustosa)                       | Não adicionado à nenhum álbum |  |
| 2018 | "Toma Tapa na Cara" (com MC Rafa Original)                   | Não adicionado à nenhum álbum |  |
| 2018 | "Ela Sentando é Bom"                                         | Não adicionado à nenhum álbum |  |
| 2018 | "A Escolhida"                                                | Não adicionado à nenhum álbum |  |
| 2018 | "Amor"                                                       | Não adicionado à nenhum álbum |  |
| 2018 | "Beber Enlouquecer" (com Rincon Sapiência)                   | Não adicionado à nenhum álbum |  |
| 2018 | "Pra Cima e Vai"                                             | Não adicionado à nenhum álbum |  |
| 2018 | "Capim Canela" (com MC Brinquedo)                            | Não adicionado à nenhum álbum |  |
| 2018 | "Mi Amor" (com Frankie Carrera)                              | Não adicionado à nenhum álbum |  |
| 2018 | "Casal Lindo"                                                | Não adicionado à nenhum álbum |  |
| 2018 | "Mexe Bumbum" (com Menor Menor e DJ Kalfani)                 | Não adicionado à nenhum álbum |  |
| 2018 | "Bandida da Fé" (com Rincon Sapiência)                       | Não adicionado à nenhum álbum |  |
| 2019 | "Cinderela"                                                  | Não adicionado à nenhum álbum |  |
| 2019 | "É o Lema"                                                   | Não adicionado à nenhum álbum |  |
| 2019 | "Nunca Foi Sorte Foi Deus"                                   | Não adicionado à nenhum álbum |  |
| 2019 | "A Festa" (com Pollo)                                        | Não adicionado à nenhum álbum |  |
| 2019 | "Melhor Não Há"                                              | Não adicionado à nenhum álbum |  |
| 2019 | "Os Mlk É Pouca" (com MC Luan)                               | Não adicionado à nenhum álbum |  |
| 2019 | "Melhora da Vida / Aperto no Meu Coração" (com MC Capelinha) | Não adicionado à nenhum álbum |  |
| 2019 | "Tipo Rave"                                                  | Não adicionado à nenhum álbum |  |
| 2019 | "Lua" (com Dnasty)                                           | Não adicionado à nenhum álbum |  |
| 2019 | "Bailando"                                                   | Não adicionado à nenhum álbum |  |
| 2019 | "Mínimo"                                                     | Não adicionado à nenhum álbum |  |
| 2019 | "Vem Com a Bunda" (com MC Theuzyn)                           | Não adicionado à nenhum álbum |  |
| 2019 | "Tudo Começou Com um Rosh 2" (com MC Theuzyn)                | Não adicionado à nenhum álbum |  |
| 2019 | "4 Paredes"                                                  | Não adicionado à nenhum álbum |  |
| 2019 | "Phantasy Rave" (com MC Rafa)                                | Não adicionado à nenhum álbum |  |
| 2019 | "Friends Rave" (com MC Rafa)                                 | Não adicionado à nenhum álbum |  |
| 2019 | "O Chefe" (com Gustah)                                       | Não adicionado à nenhum álbum |  |
| 2019 | "Trocou a Chave do Buraco" (com MC Nego Blue)                | Não adicionado à nenhum álbum |  |
| 2019 | "Coringa do Terror" (com Caio Passos)                        | Não adicionado à nenhum álbum |  |
| 2020 | "Melhor Que Ninguém" (com Ogbeatzz)                          | Não adicionado à nenhum álbum |  |
| 2020 | "Crazy"                                                      | Não adicionado à nenhum álbum |  |
| 2020 | "Minha História" (com Gustah)                                | Não adicionado à nenhum álbum |  |
| 2020 | "Essa é Minha Vida" (com MC Sartoni e Ogbeatzz)              | Não adicionado à nenhum álbum |  |
| 2020 | "Ao Infinito e Além" (com Ogbeatzz e Preto Prince)           | Não adicionado à nenhum álbum |  |
| 2020 | "Safe" (com Pedro Lotto, Paiva Prod e Rio Santana)           | Não adicionado à nenhum álbum |  |
| 2020 | "Aladim" (com MC Kevin e MC Brinquedo)                       | Não adicionado à nenhum álbum |  |
| 2020 | "Em Cima da Cama" (com MC 7 Belo)                            | Não adicionado à nenhum álbum |  |
| 2020 | "iPhone Treme" (com MC Buchecha VM)                          | Não adicionado à nenhum álbum |  |
| 2020 | "Problms"                                                    | Não adicionado à nenhum álbum |  |
| 2020 | "Se Joga no Bailão"                                          | Não adicionado à nenhum álbum |  |
| 2020 | "Putaria da Vida"                                            | Não adicionado à nenhum álbum |  |
| 2020 | "Mega Sena" (com MC Ryan SP)                                 | Não adicionado à nenhum álbum |  |
| 2020 | "Gang Pula" (com Preto Prince, MC Rafa e Caio Passos)        | Não adicionado à nenhum álbum |  |
| 2020 | "Revoada" (com MC Kevin)                                     | Não adicionado à nenhum álbum |  |
| 2020 | "Sua Hora Vai Chegar"                                        | Não adicionado à nenhum álbum |  |
| 2020 | "Mustang" (com JD On The Track)                              | Trap Raro                     |  |
| 2020 | "Te Amo" (com Gustah e MC Hariel)                            | Não adicionado à nenhum álbum |  |
| 2021 | "Sou Vencerdor"                                              | Não adicionado à nenhum álbum |  |
| 2021 | "Mina Linda"                                                 | Não adicionado à nenhum álbum |  |
| 2021 | "Só Relíquias"                                               | Não adicionado à nenhum álbum |  |
| 2021 | "Planeta da Putaria 2"                                       | Não adicionado à nenhum álbum |  |
| 2021 | "Meu Lugar" (com MC PV)                                      | Não adicionado à nenhum álbum |  |
| 2021 | "Trouxa" (com MC Davi)                                       | Não adicionado à nenhum álbum |  |
| 2021 | "Término" (part. Caio Passos)                                | Não adicionado à nenhum álbum |  |
| 2021 | "TikTok" (com MC Ryan SP)                                    | Não adicionado à nenhum álbum |  |
| 2021 | "Matemática 2" (part. Perera DJ)                             | Não adicionado à nenhum álbum |  |
| 2021 | "Eu Amo"                                                     | Não adicionado à nenhum álbum |  |
| 2021 | "Nike no Jaguar"                                             | Não adicionado à nenhum álbum |  |
| 2021 | "2P" (com Pollo)                                             | Não adicionado à nenhum álbum |  |
| 2021 | "PPP" (com Eric Ricardo)                                     | Não adicionado à nenhum álbum |  |
| 2021 | "Cansei de Me Apegar" (part. DJ 900)                         | Não adicionado à nenhum álbum |  |
| 2021 | "Agita" (com MC Rick e DJ Wesley Gonzaga)                    | Não adicionado à nenhum álbum |  |
| 2021 | "Oh Baby Abre o Jogo" (com Menor Nico)                       | Não adicionado à nenhum álbum |  |
| 2021 | "Sarra nas Perversa" (com Caio Passos)                       | Não adicionado à nenhum álbum |  |
| 2021 | "Saúde e Dinheiro" (com MC Menor da VG e MC Rick)            | Não adicionado à nenhum álbum |  |
| 2021 | "Priquita Voa 2"                                             | Não adicionado à nenhum álbum |  |

#### Como artista convidado
| Ano  | Canção | Certificação       | Álbum                         |
| ---- | --- | ------------------ | ----------------------------- |
| 2015 | "Boot da Vitrine" (MCs Nenem & Magrão e MC Pedrinho)                                                                   |                    | Não adicionado à nenhum álbum |
| 2016 | "Noitadas Gandaias" (MC Huginho part. MC Pedrinho)                                                                     |                    | Não adicionado à nenhum álbum |
| 2016 | "Papel do Mal" (MC Menor da VG part. MC Pedrinho)                                                                      |                    | Não adicionado à nenhum álbum |
| 2017 | "Fim de Semana na Quebrada" (Ao Vivo) (CostaKent e MC Pedrinho, part. Pollo e DJ Kalfani)                              |                    | Não adicionado à nenhum álbum |
| 2017 | "Fim de Semana na Quebrada" (Pollo e MC Pedrinho)                                                                      |                    | Não adicionado à nenhum álbum |
| 2018 | "Vai Dar Problema (Remix)" (Pollo, MC Pedrinho, All Star Brasil e 2P)                                                  |                    | Não adicionado à nenhum álbum |
| 2018 | "De Onde Eu Venho" (Edi Rock part. MC Pedrinho)                                                                        |                    | Não adicionado à nenhum álbum |
| 2019 | "Tipo Iglu" (Thiago Kelbert e MC Pedrinho)                                                                             |                    | Não adicionado à nenhum álbum |
| 2019 | "Ouro" (Krawk, Ecologyk e MC Pedrinho)                                                                                 |                    | Não adicionado à nenhum álbum |
| 2019 | "Se Solta" (Ecologyk, MC Pedrinho, Krawk, Duzz e Drinpe)                                                               |                    | Não adicionado à nenhum álbum |
| 2019 | "Ela é Doida" (Remix) (MC GR part. MC Pedrinho)                                                                        |                    | Não adicionado à nenhum álbum |
| 2019 | "Fé e Prosperidade" (Pollo, MC Pedrinho e Luccas Carlos)                                                               |                    | Não adicionado à nenhum álbum |
| 2019 | "Liberdade Tô Solteiro" (MC Rafa Original e MC Pedrinho)                                                               |                    | Não adicionado à nenhum álbum |
| 2019 | "Se Prepara 2" (MC Livinho, MC Pedrinho e Perera DJ)                                                                   |                    | Não adicionado à nenhum álbum |
| 2019 | "Lo Siento" (Rio Santana e MC Pedrinho)                                                                                |                    | Não adicionado à nenhum álbum |
| 2019 | "Multiplica" (Meno Tody, MC Pedrinho e Caio Passos)                                                                    |                    | Não adicionado à nenhum álbum |
| 2020 | "Maycon Douglas" (Caio Passos e MC Pedrinho)                                                                           |                    | Não adicionado à nenhum álbum |
| 2020 | "Se Você Quiser" (Fabin, MC Pedrinho e Ecologyk)                                                                       |                    | Não adicionado à nenhum álbum |
| 2020 | "Dim Dim Dom" (MC Teteu e MC Pedrinho)                                                                                 |                    | Não adicionado à nenhum álbum |
| 2020 | "Cash Bag" (Pollo e MC Pedrinho)                                                                                       |                    | Não adicionado à nenhum álbum |
| 2020 | "Fruto Proibido" (CostaKent, MC Pedrinho e Fabio Hataka)                                                               |                    | Não adicionado à nenhum álbum |
| 2020 | "Abate" (Felp22, MC Pedrinho e Marginal Supply)                                                                        |                    | Não adicionado à nenhum álbum |
| 2020 | "Drip Rmx" (Lon3r Johny e MC Pedrinho)                                                                                 |                    | Não adicionado à nenhum álbum |
| 2020 | "No Va" (Dayme y El High, MC Pedrinho, Lennis Rodriguez e Big Soto)                                                    |                    | Não adicionado à nenhum álbum |
| 2021 | "Verde" (Icedmob, MC Pedrinho, Thiago Kelber, ColdBoyBaller, Aimar, MadeByCaio, PVT Izzat e Dael)                      |                    | Não adicionado à nenhum álbum |
| 2021 | "Time de Vilão" (Preto Prince, MC Pedrinho e DJ Glenner)                                                               |                    | Não adicionado à nenhum álbum |
| 2021 | "Passagem de Viagem" (Bladizoi e MC Pedrinho)                                                                          |                    | Não adicionado à nenhum álbum |
| 2021 | "500 Reais" (D.D.L e MC Pedrinho)                                                                                      |                    | Não adicionado à nenhum álbum |
| 2021 | "Poderoso Chefin" (D.D.L, Kakas e MC Pedrinho)                                                                         |                    | Não adicionado à nenhum álbum |
| 2021 | "Copos Pro Alto" (Caio Passos, MC Pedrinho e MC PH)                                                                    |                    | Não adicionado à nenhum álbum |
| 2021 | "Caio Passos - Na Fuga 1.0" (Caio Passos, MC Pedrinho, MC Marks, MC Magal, MC PH, KayBlack e Thinker)                  |                    | Não adicionado à nenhum álbum |
| 2021 | "Meu Esqueminha" (Thyy, MC Danny e MC Pedrinho)                                                                        |                    | Não adicionado à nenhum álbum |
| 2021 | "Mundo Pequeno" (MC Dricka, MC Pedrinho e Gaab)                                                                        |                    | Não adicionado à nenhum álbum |
| 2021 | "O Mundo Dá Voltas" (PK, DJ 900 e MC Pedrinho)                                                                         |                    | Não adicionado à nenhum álbum |
| 2021 | "Armani no Pé" (Suevilyyn, MC Pedrinho, MC Magal, Preto Prince e Caio Passos)                                          |                    | Não adicionado à nenhum álbum |
| 2021 | "Montagem (Berimbau Abençoada)" (MC Mr. Blim, MC Pedrinho e MC Vuiziki)                                                |                    | Não adicionado à nenhum álbum |
| 2021 | "Sem Sentimentos" (MC Letto e MC Pedrinho)                                                                             |                    | Não adicionado à nenhum álbum |
| 2021 | "Tô de Juliet" (MC Luki e MC Pedrinho)                                                                                 |                    | Não adicionado à nenhum álbum |
| 2021 | "Golpe na Coroa" (MC Rick, MC Pedrinho e DJ Wesley Gonzaga)                                                            |                    | Não adicionado à nenhum álbum |
| 2021 | "Boneco Subiu" (MC Rick, MC Pedrinho e DJ Wesley Gonzaga)                                                              |                    | Não adicionado à nenhum álbum |
| 2021 | "9º Cypher 4M" (MC IG, MC PH, MC Davi, MC Pedrinho, MC Leh, MC Cabezinho, TrapLaudo e MC Menor da VG)                  |                    | Não adicionado à nenhum álbum |
| 2021 | "Pega Mais Bandido Que Policial" (MC Leléto e MC Pedrinho)                                                             |                    | Não adicionado à nenhum álbum |
| 2021 | "Pra Elas" (MC Paiva ZS, MC Cabezinho, MC Pedrinho e MC GP)                                                            |                    | Não adicionado à nenhum álbum |
| 2021 | "Set DJ Negret" (DJ Negret, MC Pedrinho, MC IG, MC Kadu, MC Menor da VG, MC Vitão do Savoy e MC Bruninho da Praia)     |                    | Não adicionado à nenhum álbum |
| 2021 | "Final de Ano" (MC Vitão do Savoy e MC Pedrinho)                                                                       |                    | Não adicionado à nenhum álbum |
| 2022 | "Forgiato" (Dardengo e MC Pedrinho)                                                                                    |                    | Não adicionado à nenhum álbum |
| 2022 | "Prepara Novinha" (MC Vitinho do Refice e MC Pedrinho)                                                                 |                    | Não adicionado à nenhum álbum |
| 2022 | "Dançarina" (Pedro Sampaio e MC Pedrinho)                                                                              | - PMB: 2x Diamante | Chama Meu Nome                |
| 2022 | "Camomila" (Thiago Kelbert e MC Pedrinho)                                                                              |                    | Não adicionado à nenhum álbum |
| 2022 | "Mtg Bora Bill / Elas Passou Gostou Sorriu" (Iaeenan e MC Pedrinho)                                                    |                    | Não adicionado à nenhum álbum |
| 2022 | "Set do Jotta - Vida de Filme" (Jottapê, MC Davi, MC Pedrinho, MC IG, MC Ryan SP, MC Joãozinho VT, MC Don Juan e Gaab) |                    | Não adicionado à nenhum álbum |
| 2022 | "Lua" (MC Leo da Baixada, MC Luki, MC Pedrinho e MC Don Juan)                                                          |                    | Não adicionado à nenhum álbum |
| 2022 | "Dançarina" (Remix) (Pedro Sampaio, Anitta e Dadju part. Nicky Jam e MC Pedrinho)                                      |                    | Versions of Me (Deluxe)       |
| 2022 | "Cinderela" (Bianca Costa part. Soso Maness e MC Pedrinho)                                                             |                    | Le Baile                      |